# أليخاندرو سميث (لاعب كرة قدم)
أليخاندرو سميث (بالإنجليزية: Alex Smith)‏ هو مدرب كرة قدم ولاعب كرة قدم بريطاني، ولد في 6 فبراير 1944 في Billingham ‏ في المملكة المتحدة. لعب مع دارلينجتون إف سى ونادي بانغور سيتي ونادي ميدلزبره.